# Vážka bělořitná
Vážka bělořitná (Orthetrum albistylum) je druh vážky z podřádu šídel. Vyskytuje se v Asii, jihovýchodní Evropě a v části západní a střední Evropy. V celém Česku je to málo se vyskytující druh.

## Popis
Vážka bělořitná je svým vzhledem hodně podobná vážce černořitné a to i délkou (44–49 mm). Zbarvení samečka a samičky je dost odlišné, sameček je na začátku a uprostřed zadečku zbarvený bělavě s modrým nádechem a na konci je zbarvený hnědo-černě, zatímco samička je na zadečku žlutá a na boku zadečku má tlusté černé srpovité pruhy (více prohnuté než u vážky černořitné). Oči se na temeni dotýkají v bodě. Křídla jsou čirá s černou plamkou. Nohy jsou černé a u samičky navíc se žlutou barvou na stehnech. Na posledních článcích zadečku a přívěscích jsou samička i sameček bíle zbarvení (vážka černořitná je zde černá).
Nymfa (larva) je dlouhá až 22 mm. Má hustě ochlupené tělo a krátké nohy.

## Způsob života
Nymfy žijí v rybnících nebo jezerech, občas i na potocích a řekách Nymfa se vyvíjí jeden rok. Dospělci létají od června do července. Samička snáší vajíčka za letu do vody u břehu.

## Podruhy
Rozeznávají se dva poddruhy vážky bělořitné:
- Orthetrum albistylum albistylum se vyskytuje v Evropě a západní Asii.
- Orthetrum albistylum speciosum se vyskytuje ve východní Asii.